# Schlacht von Fahl
Frühe Schlachten
Mu'ta – Tabūk – Dathin – Firaz
Arabische Eroberung der Levante
Qartin – Bosra – Adschnadain – Mardsch ar-Rahit – Fahl – Damaskus – Mardsch ad-Dibadsch – Emesa – Jarmuk – Jerusalem – Hazir – Aleppo
Arabische Eroberung Ägyptens 
Heliopolis – Alexandria – Nikiou
Umayyadische Eroberung Nordafrikas
Sufetula – Vescera – Karthago
Umayyadidische Invasion Anatoliens
 und Konstantinopels
Eiserne Brücke – Germanikeia – 1. Konstantinopel – Sebastopolis – Tyana – 2. Konstantinopel – Nikäa – Akroinon
Arabisch-byzantinischer Grenzkrieg
Kamacha – Kopidnadon – Krasos – Anzen und Amorion – Mauropotamos – Lalakaon – Bathys Ryax
Sizilien und Süditalien
1. Syrakus – 2. Syrakus – Feldzüge des Maniakes
Byzantinischer Gegenschlag
Marasch – Raban – Andrassos – Feldzüge des Nikephoros Phokas – Feldzüge des Johannes Tzimiskes – Orontes – Feldzüge Basileios’ II. – Azaz
Seeoperationen
Phoinix – Muslimische Eroberung Kretas – Thasos – Damiette – Thessalonike – Byzantinische Rückeroberung Kretas
Die Schlacht von Fahl oder Schlacht von Pella war eine oströmisch-arabische Schlacht. Die Araber wurden von Chālid ibn al-Walīd befehligt, die Römer von Theodoros Trithyrios. Die Schlacht fand beim heutigen Fahl (das antike Pella am Jordantal in Syrien) im Januar 635 statt. Das Ergebnis war ein arabischer Sieg. Einige kaiserliche Soldaten zogen sich danach in die Festung Beisan zurück. Die Niederlage führte dazu, dass Kaiser Herakleios die arabische Bedrohung nun ernster nahm und ein größeres Heer entsandte, das aber im Folgejahr in der Schlacht am Jarmuk besiegt wurde.